# Nicol Zelikman
Nicol Zelikman (in ebraico ניקול זליקמן‎?; Kfar Saba, 30 gennaio 2001) è una ginnasta israeliana.

## Biografia
Nicol Zelikman è stata introdotta alla ginnastica ritmica dalla madre Elena che ha iniziato ad allenarla all'età di tre anni e mezzo. Nel 2012 ha cominciato a partecipare alle competizioni internazionali juniores, culminando la propria carriera giovanile con due partecipazioni ai campionati europei, ottenendo la medaglia di bronzo nella gara a squadra con la nazionale israeliana a Minsk 2015, e gareggiando l'anno successivo da individualista a Holon 2016 vincendo la medaglia d'argento nel cerchio (a pari merito con la bielorussa Alina Harnas'ko) e un altro bronzo nella palla.
Nel 2017 inizia a competere nella categoria senior. Un infortunio al braccio, con la frattura di due ossa, l'ha costretta a sottoporsi a un intervento chirurgico facendola mancare agli Europei di Budapest 2017. Il suo debutto senior ai campionati continentali avviene nel corso di Guadalajara 2018 dove si piazza al nono posto nel concorso individuale. Tre mesi più tardi prende parte pure ai Mondiali di Sofia 2018 classificandosi, insieme a Linoy Ashram e Yuliana Telegina, al quarto posto con Israele nella gara a squadre, oltre a piazzarsi undicesima nella finale del concorso individuale più due quinti posti ottenuti nelle finali di cerchio e palla.
Agli Europei di Baku 2019 riesce a qualificarsi a tutte le finali di attrezzo, vincendo la medaglia di bronzo nel cerchio (20.950 punti) dietro Kacjaryna Halkina (21.150 punti) e Dina Averina (23.300 punti). Alla World Challenge Cup di Cluj-Napoca vince il bronzo nel concorso generale (dietro a Linoy Ashram e Ekaterina Seleznëva), al cerchio (sempre dietro a Linoy Ashram ed Ekaterina Seleznëva), alla palla (dietro ad Ekaterina Seleznëva e Dar'ja Trubnikova) e al nastro (dietro a Linoy Ashram e Alexandra Agiurgiuculese).
Ai campionati mondiali di Baku 2019 vince la medaglia d'argento nella gara a squadre insieme con Linoy Ashram, Nicol Voronkov e Yuliana Telegina. A livello individuale accede alle finali di cerchio (4º posto), palla (7º posto) e clavette (7º posto), inoltre l'undicesimo posto del concorso generale le vale la qualificazione alle Olimpiadi di Tokyo 2020.

## Palmarès
- Campionati mondiali di ginnastica ritmica

Baku 2019: argento nella gara a squadre.
- Campionati europei di ginnastica ritmica

Baku 2019: bronzo nel cerchio.
- Europei juniores

Minsk 2015: bronzo nell'all-around della gara a squadre.
Holon 2016: argento nel cerchio, bronzo nella palla.